# Siechtum (Band)
Siechtum ist eine deutsche Extreme-Metal-Band aus Eberswalde.

## Geschichte
Siechtum wurde 2005 als Einmannprojekt des Musikers Waheela gegründet. Der Bandname bezieht sich dabei allgemein auf den von Waheela wahrgenommenen Niedergang der Menschheit. In den ersten zehn Jahren nahm er eine Reihe von Demos lediglich für sich selbst auf. Auf der inhaltlichen Ebene vollzog er eigenen Aussagen zufolge einen Wandel von stereotypen Themen wie „Hass und unreflektiertem Satanismus“ hin zu Naturthemen. Waheela selbst bezeichnete die Musik in einem Interview als „Ecocentric Black Metal“ (deutsch: ökozentrischen Black Metal).
Ab 2015 erschienen im Jahresrhythmus drei Alben bei drei unterschiedlichen Plattenfirmen: Wildnis Erwache (Winterwolf Records), Hass und Hingabe (Northern Fog Records) sowie das Konzeptalbum ...durch die Augen einer gequälten Seele (Depressive Illusions Records), das sich inhaltlich mit dem Thema der Massentierhaltung auseinandersetzt. Das vierte Werk Hinab erschien im Jahr 2021 gemeinschaftlich über die Label Pesttanz Klangschmiede und Schattenpfade.
Über sein Stammprojekt Siechtum hinaus hat Waheela zudem noch das Projekt Ökomisanthrop gegründet, welches sich ebenfalls Natur- und Tierschutzthemen widmet.

## Stil
Als die beiden wichtigsten Bands, die sein Verständnis von Black Metal geprägt haben, bezeichnet Waheela Darkthrone und Agalloch.
Stefan Wolfsbrunn, stellvertretender Chefredakteur von Metal.de, fühlte sich beim dritten Album musikalisch „teilweise an die frühen Fäulnis“ erinnert. Ansonsten nähme Siechtum Bezug „zu den Klassikern des Genres, dabei insbesondere auf die mittleren Darkthrone“. Ähnlich sieht er es beim Nachfolger Hinab, bei dem er stilistisch vor allem die „rauen und sperrigen Aspekten der mittleren Darkthrone Werke“ (sic!) wahrnahm. Neben dem „leichten Black'n'Roll-Einfluss“ durch Fäulnis wurde bei dem englischsprachigen Webzine Unholy Black Metal auch Motörhead als zweite Referenz genannt.

## Diskografie
- 2015: Wildnis Erwache (Winterwolf Records)
- 2016: Hass und Hingabe (Northern Fog Records)
- 2017: … durch die Augen einer gequälten Seele (Depressive Illusions Records)
- 2021: Hinab (Pesttanz Klangschmiede, Schattenpfade)